# Каноника (Римини)
Каноника (итал. Canonica) је насеље у Италији у округу Римини, региону Емилија-Ромања.
Према процени из 2011. у насељу је живело 391 становника. Насеље се налази на надморској висини од 46 м.